# 加島和裕
加島 和裕（かしま かずひろ　1958年〈昭和33年〉4月4日 - ）は、札幌テレビ事業局エグゼクティブマネージャー、元アナウンサー。

## 経歴
- 徳島県板野郡出身[3]。徳島市立高等学校では放送部に所属、1974年NHK杯全国高校放送コンテストアナウンス部門で第3位[4]。トランペットを吹いていた[5]。
- 駒澤大学文学部社会学科卒業[3]後、1981年同社入社[3]（同期に御代和恵、平野美知良、渡辺里絵）。
- 1995年の全日空857便ハイジャック事件で実況中継。
- 釧路放送局長を務め、2019年より事業局コンテンツ部シニアスタッフ。

## 担当番組
- オハヨー!土曜日
- STVホットライン PART2
- 北海道歌謡大作戦
- スポーツ中継
- 欽ちゃんの仮装大賞（札幌制作責任者。アナウンス部を離れた後）